# Намус
«Намус» (вірм. «Նամուս») — вірменсько-грузинський радянський фільм 1925 року кінорежисера Амо Бек-Назаряна. За мотивами однойменного роману Олександра Ширванзаде.

## Сюжет
Трагічна історія кохання двох молодих людей — Сейрана і Сусани, занапащеного патріархальними забобонами.

## Актори
- Ованес Абелян — Barkhudar
- Тагуі Акопян — Маріам
- Ольга Майсурян — Гюльназ
- Грачья Нарсесян — Рустам
- Авет Восканян — Айрапет
- Ніна Манучарян — Шпанік
- Самвел Мкртчян — Сейран
- М. Шахубатян-Татієва — Сусана
- Амбарцум Хачанян — Бадал
- Л. Алексанян — Susambar
- Г. Бекназарян — Сані
- Амасій Мартіросян — Смбат
- Мікаел Каракаш — Комірник
- Осій Мурадян — Дитячий танцор
- Гай Пааре — Шинкар